# Aroma, Sudan
Aroma (arabiska: أروما) är en ort i den sudanesiska delstaten Kassala.